# 야시오시
야시오시(일본어: 八潮市)는 일본 사이타마현 동남부에 있는 시이다.

## 역사
- 1956년 9월 28일 - 미나미사이타마군의 3개 촌이 합병해 야시오촌이 되었다.
- 1964년 10월 1일 - 정으로 승격해 야시오정이 되었다.
- 1972년 1월 15일 - 시로 승격해 야시오시가 되었다.
- 2005년 8월 24일 - 수도권 신도시 철도 쓰쿠바 익스프레스 야시오역이 개설되었다.

## 교통

### 철도
- 수도권 신도시 철도 쓰쿠바 익스프레스

### 도로
- 수도고속도로
- 도쿄 외환 자동차도
- 국도 제4호선
- 국도 제298호선

## 인구
| 연도 | 인구   | ±%      |
| ---- | ------ | ------- |
| 1960 | 13,307 | —       |
| 1970 | 37,323 | +180.5% |
| 1980 | 62,734 | +68.1%  |
| 1990 | 72,473 | +15.5%  |
| 2000 | 74,954 | +3.4%   |
| 2010 | 82,977 | +10.7%  |
| 2020 | 93,363 | +12.5%  |